# Obid Nazarov
Obid Nazarov (russisk: Обид Назаров, også kendt som Obidkhon Qori Nazarov og Obidhon Nazrov), født 15. januar 1958 i Namangan, Usbekiske SSR, Sovjetunionen, er en usbekisk imam og dissident. Efterlyst af Usbekistan, og Interpol i perioden 1999-2011, for flere lovovertrædelser bl.a. terrorisme. Nazarov kom til Sverige som FN kvoteflygtning i 2006 og ændret i den forbindelse sit navn til Obidkhon Sobitkhony. Siden da har han boet i Strömsund i Jämtland, hvor han blev udsat for et attentatforsøg 23. februar 2012. Han er stadig ikke ved bevidsthed, i august 2012.